# Phoradendron laxiflorum
Phoradendron laxiflorum är en sandelträdsväxtart som beskrevs av Ernst Heinrich Georg Ule. Phoradendron laxiflorum ingår i släktet Phoradendron och familjen sandelträdsväxter. Inga underarter finns listade i Catalogue of Life.